# Bárbara da Polónia
Bárbara Jagelão (em polonês: Barbara Jagiellonka; Sandomierz, 15 de julho de 1478 — Leipzig, 15 de fevereiro de 1534) foi uma princesa da Polónia e duquesa da Saxónia.

## Família
Bárbara era filha do rei Casimiro IV Jagelão da Polônia e da sua esposa, a princesa Isabel Habsburgo da Hungria. Os seus avós paternos eram Jogaila e a sua quarta esposa, Sofia de Halshany. Os seus avós maternos eram Alberto II da Germânia e a princesa Isabel do Luxemburgo, filha do rei Segismundo da Hungria.
Bárbara recebeu o seu nome em honra da sua bisavó, Bárbara de Celje. Era a décima-segunda dos treze filhos dos seus pais. Entre os seus irmãos contavam-se o rei Vladislau II da Hungria, Hedwig, duquesa da Baviera, São Casimiro, João I Alberto da Polónia, Alexandre Jagiellon, Segismundo I, o Velho, Ana, Sofia de Brandemburgo e três irmãs chamadas Isabel.

## Biografia
Bárbara casou-se no dia 21 de Novembro de 1496 numa cerimónia esplendorosa em Leipzig com o duque Jorge da Saxónia. Diz-se que estiveram 6286 nobres alemães e polacos presentes na cerimónia. O casamento foi essencial para manter as boas relações diplomáticas entre a Alemanha e a Polónia. Para a família de Bárbara, o casamento também foi importante devido à sua rivalidade com a Casa de Habsburgo.
Em 1513, Bárbara e o marido inauguraram a Catedral de Meiseen onde se regista a celebração várias missas e liturgias desde essa data. Bárbara enviava cartas ao marido quando este se encontrava ausente em batalhadas. As testemunhas dizem que o casal teve um união cheia de amor e felicidade. Bárbara morreu a 15 de Fevereiro de 1534. Jorge ficou tão abalado com a morte da esposa que deixou crescer a barba a partir dessa ocasião, uma atitude que lhe valeu a alcunha "o barbudo".
Bárbara foi enterrada na Catedral de Meissen na capela funerária do marido, construída entre 1521-1524. Bárbara e Jorge foram os últimos príncipes da Casa de Wettin a ser enterrados na catedral. O altar da capela funerária é da autoria de Lucas Cranach, o Velho. Estão rodeados de apóstolos e santos.

## Descendência
Jorge e Bárbara tiveram dez filhos:
1. Cristóvão da Saxónia (8 de Setembro de 1497 - 5 de Dezembro de 1497), morreu com quase três meses de idade.
2. João, Príncipe Herdeiro da Saxónia (24 de Agosto de 1498 – 11 de Janeiro de 1537), casado com a princesa Isabel de Hesse; sem descendência.
3. Wolfgang da Saxónia (1499 - 12 de Janeiro de 1500), morreu com poucos meses de idade.
4. Ana da Saxónia (21 de Janeiro de 1500 - 23 de Janeiro de 1500), morreu com dois dias de idade.
5. Cristóvão da Saxónia (nascido e morto a 27 de Maio de 1501)
6. Inês da Saxónia (7 de Janeiro de 1503 - 16 de Abril de 1503), morreu aos três meses de idade.
7. Frederico da Saxónia (15 de Março de 1504 – 26 de Fevereiro de 1539), morreu solteiro e sem descendência
8. Cristina da Saxónia (25 de Dezembro de 1505 – 15 de Abril de 1549), casada com o landegrave Filipe I de Hesse; com descendência.
9. Madalena da Saxónia (7 de Março de 1507 – 25 de Janeiro de 1534), casada com o príncipe-eleitor Joaquim II Heitor de Brandemburgo; com descendência.
10. Margarida da Saxónia (7 de Setembro de 1508 - 1510), morreu com cerca de dois anos de idade.

## Genealogia
| Bárbara da Polónia | Pai: Casimiro IV da Polónia | Avô paterno: Jogaila                | Bisavô paterno: Algirdas                                     |
| Bárbara da Polónia | Pai: Casimiro IV da Polónia | Avô paterno: Jogaila                | Bisavó paterna: Uliana de Tver                               |
| Bárbara da Polónia | Pai: Casimiro IV da Polónia | Avó paterna: Sofia de Halshany      | Bisavô paterno: André Olshansky                              |
| Bárbara da Polónia | Pai: Casimiro IV da Polónia | Avó paterna: Sofia de Halshany      | Bisavó paterna: Alexandra Drucka                             |
| Bárbara da Polónia | Mãe: Isabel de Habsburgo    | Avô materno: Alberto II da Germânia | Bisavô materno: Alberto IV, Duque da Áustria                 |
| Bárbara da Polónia | Mãe: Isabel de Habsburgo    | Avô materno: Alberto II da Germânia | Bisavó materna: Joana Sofia da Baviera                       |
| Bárbara da Polónia | Mãe: Isabel de Habsburgo    | Avó materna: Isabel do Luxemburgo   | Bisavô materno: Sigismundo, Sacro Imperador Romano-Germânico |
| Bárbara da Polónia | Mãe: Isabel de Habsburgo    | Avó materna: Isabel do Luxemburgo   | Bisavó materna: Bárbara de Celje                             |